# Rusiate Rogoyawa
Rusiate Rogoyawa (Cikobia-i-Lau, 16 de mayo de 1961) es un esquiador de fondo fiyiano. Nacido en Cikobia-i-Lau, se mudó a Noruega en 1982 para estudiar ingeniería eléctrica. Su participación en los Juegos Olímpicos de Calgary 1988, donde se convirtió en el primer atleta de Fiyi en participar en unos Juegos Olímpicos de Invierno, fue financiada por el Comité Olímpico Internacional. Compitió en la clásica masculina de 15 kilómetros y quedó en el puesto 83 de los 85 atletas participantes. Años después, también practicó boxeo y rugby, antes de volver a competir en los Juegos Olímpicos de Lillehammer 1994. En la clásica masculina de 10 kilómetros, quedó en último lugar.

## Biografía
Rusiate Rogoyawa nació el 16 de mayo de 1961 en Cikobia-i-Lau, Fiyi. Su madre es Rusiate Nayatevakalaion. Rogoyawa afirmó que su nombre significaba «Ricardo Corazón de León», mientras que su apellido significaba «famoso». Dejó su ciudad natal en 1982 para estudiar ingeniería eléctrica en Oslo, Noruega. Allí vio la nieve por primera vez. Durante su estancia en Noruega, se casó con una noruega.

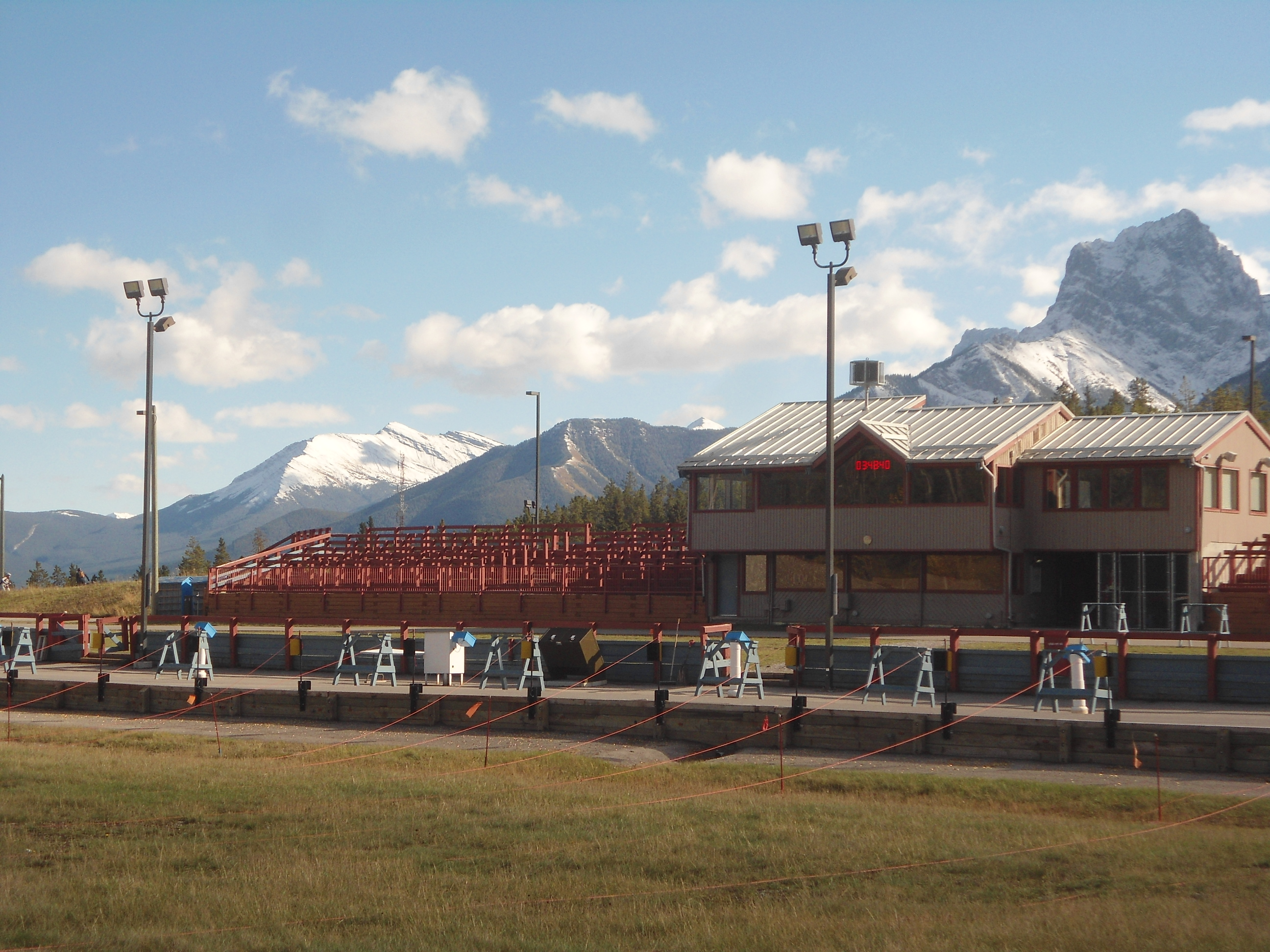
Sede de competición del evento de Rogoyawa en los Juegos de Invierno de 1988.

Mientras estudiaba, comenzó a esquiar y disfrutaba del deporte. Fue entrenado por Torbjørn Kulstad. En 1987, contactó a funcionarios deportivos en Fiyi con la esperanza de representar a la nación en una edición de los Juegos Olímpicos de Invierno. En septiembre del mismo año, el Comité Olímpico Internacional respondió que financiaría su paso por los Juegos de Invierno como parte de un programa para naciones que competían por primera vez. Rogoyawa representó a Fiyi en los Juegos Olímpicos de Calgary 1988. Allí, fue el primer atleta de Fiyi en unos Juegos de Invierno, y por lo tanto el abanderado de la ceremonia de apertura. Compitió en la clásica masculina de 15 kilómetros el 19 de febrero contra otros 89 atletas. Al entrar al evento, declaró que su objetivo era no quedar último. Había quedado en el puesto 83 después de haber roto uno de sus esquís al principio del evento.
Rogoyawa había planeado competir en los Juegos Olímpicos de Albertville 1992, aunque no tuvo éxito. En cambio, compitió en los Juegos Olímpicos de Lillehammer 1994. Antes de los juegos, había ganado 9 kilogramos (20 lb) de peso corporal y se pasó al boxeo y al rugby. Comenzó a practicar esquí de fondo en septiembre de 1993 para su participación en los Juegos Olímpicos. Fue designado de nuevo abanderado en la ceremonia inaugural de 1994. Compitió en la clásica masculina de 10 kilómetros el 17 de febrero contra otros 87 atletas. Quedó último con un tiempo de 38:30.7. Al finalizar la prueba, Rogoyawa declaró sentirse «pesado», aunque se mantuvo positivo y añadió que quería demostrar que los fiyianos también pueden esquiar.